# أولكاي شاهان
أولكاي شاهان (بالتركية: Olcay Şahan)‏ هو لاعب كرة قدم تركي في مركز الوسط المهاجم ولد في يوم 26 مايو 1987 في مدينة دوسلدورف في ألمانيا الغربية، يلعب حالياً مع نادي بشكتاش وسبق له اللعب مع نادي كايزرسلاوترن ونادي دويسبورغ ونادي بوروسيا مونشنغلادباخ وبايرن ليفركوزن وفورتونا دوسلدورف، كما لعب مع منتخب تركيا لكرة القدم ويبلغ طوله 177 سم.
يلعب مع نادي طرابزون سبور منذ 2017.

## روابط خارجية
- أولكاي شاهان على موقع الاتحاد الدولي (مؤرشف)  (الإنجليزية)
- أولكاي شاهان على موقع الاتحاد الأوربي (الإنجليزية)
- أولكاي شاهان على موقع اتحاد تركيا (لاعب) (الإنجليزية)
- أولكاي شاهان على موقع قاعدة بيانات كرة القدم.إي يو (الإنجليزية)
- أولكاي شاهان على موقع بيانات كرة القدم. دي إي (الألمانية)
- أولكاي شاهان على موقع ناشيونال فوتبول تيمز (الإنجليزية)
- أولكاي شاهان على موقع Soccerway.com (الإنجليزية)
- أولكاي شاهان على موقع عالم كرة القدم.نت (الإنجليزية)
- أولكاي شاهان على موقع AS.com (الإسبانية)